# Cardonville
Cardonville település Franciaországban, Calvados megyében. Lakosainak száma 90 fő (2022. január 1.). Cardonville La Cambe, Géfosse-Fontenay, Osmanville és Saint-Germain-du-Pert községekkel határos.

## Népesség
A település népességének változása:
| Lakosok száma | 82   | 66   | 62   | 100  | 92   | 107  | 112  | 101  | 96   | 90   |
|               | 1968 | 1982 | 1990 | 2006 | 2013 | 2015 | 2017 | 2019 | 2020 | 2022 |